# Bălan
Bălan (węg. Balánbánya) – miasto w Rumunii, w okręgu Harghita, położone w Siedmiogrodzie. Liczy 7902 mieszkańców (dane z 2002 roku). 
Prawa miejskie uzyskało w 1968. Jest to jeden z najważniejszych ośrodków górnictwa miedzi w Rumunii. Zabytkiem jest kościół rzymskokatolicki konsekrowany w 1869. Merem miasta jest Mihai Mereş.